# Giorgio Contarini
Pour les articles homonymes, voir Contarini.
Giorgio Contarini (né en 1584 et mort en 1660) est un sénateur de la république de Venise et membre de la famille Contarini.

## Villa Contarini

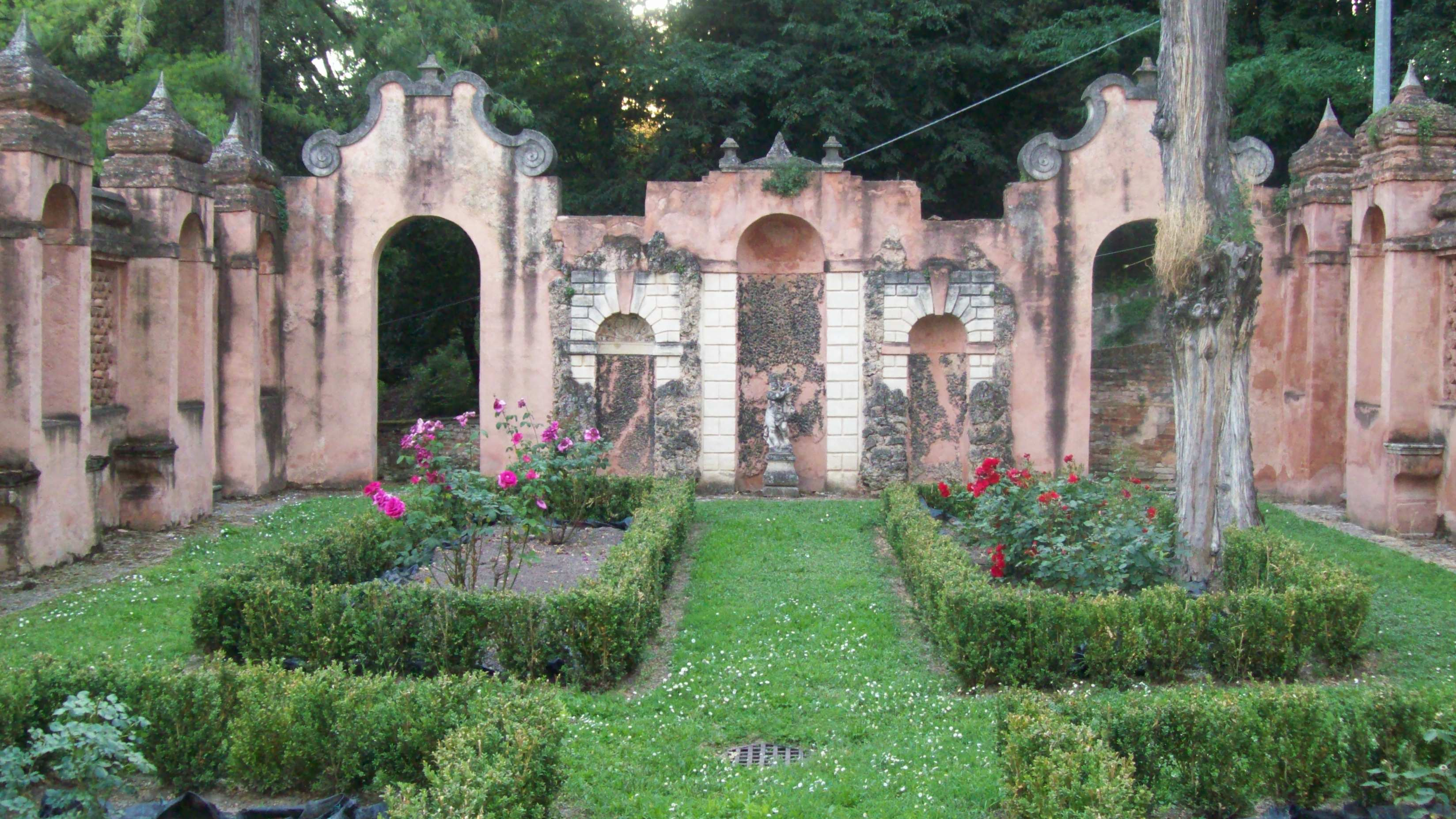
Le « jardin secret » de la villa Contarini à Este.

Au début du XVIIe siècle, Giorgio Contarini fait bâtir à Este la Villa Contarini, une villa veneta, aussi connue sous le nom de Vigna Contarena.